# Palaemonetes granulosus
Palaemonetes granulosus es una especie de crustáceo decápodo paleomónido integrante del género Palaemonetes. Habita en aguas de la región noreste de México.

## Descripción
La especie perteneciente a la subfamilia Palaemoninae cuenta con un rostro de forma recta, así como con 6, 7, u 8 dientes rostrales superiores y de 3 a 4 dientes rostrales inferiores. Su espina del estilocerito ligeramente mayor que la  escama. Su flagelo interno de la anténula es mayor, y el segundo fragmento antenular es más ancho. Su escafocerito es tres veces más largo que ancho. La pleura del quinto somito de su abdomen termina en ángulo redondeado. Su primer par de espinas dorsales de telson se encuentran por debajo de la mitad. El telson tiene dos pares de espinas móviles y un par de setas. El carpopodito es 1 vez y media más largo que la quela. Tanto sus pereiopódos, pleópodos, pleuras, pedúnculos oculares, ojos, escama antenal,  y parte interior del caparazón son firmemente ganulados.

### Variaciones
La hembra es un poco más pequeña que el macho y su segundo par de apéndices más débil.

## Taxonomía

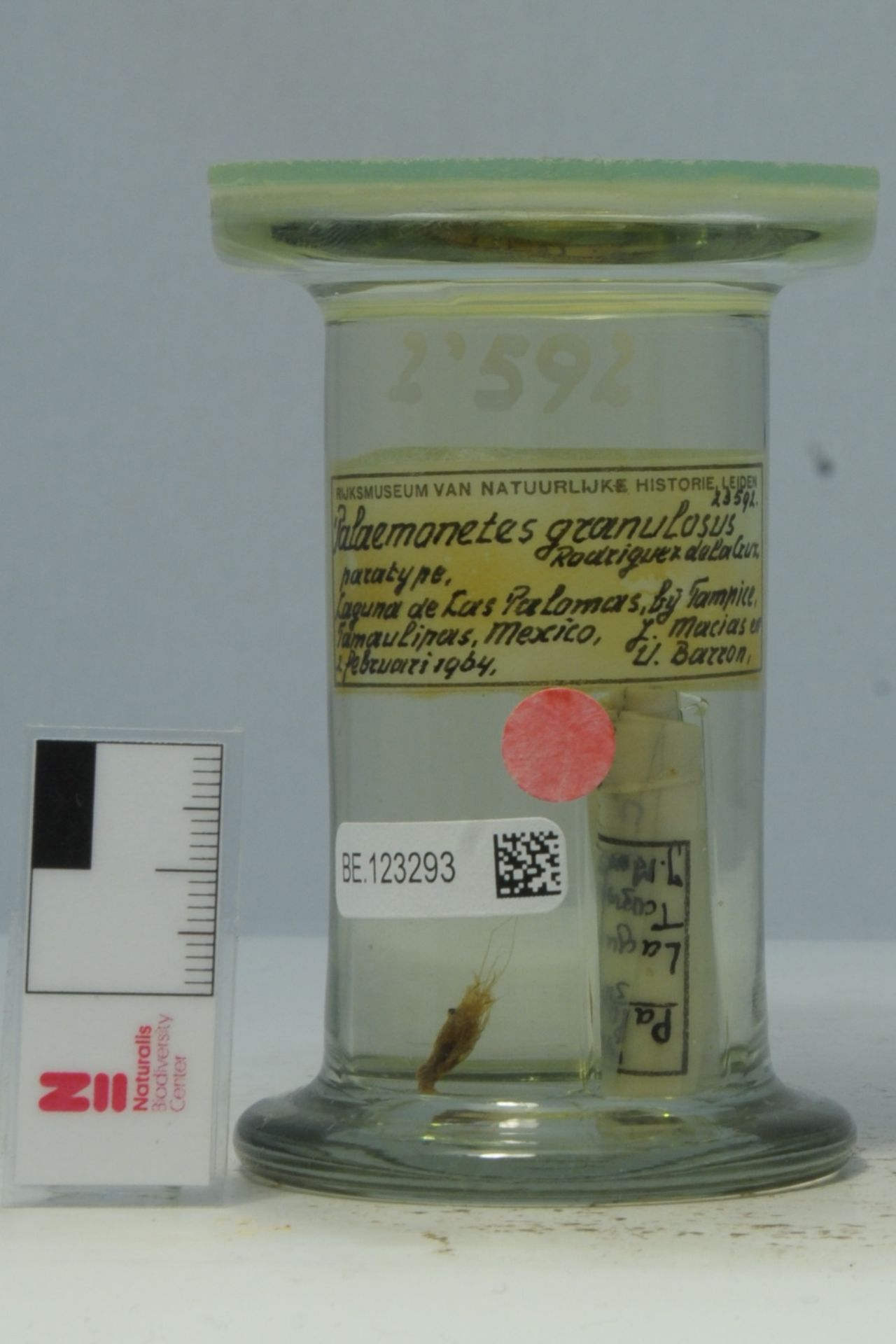
Palaemontes granulosus espécimen en the Naturalist Biodiversity Center en Holanda

La especie fue descrita por primera vez en 1965 por la bióloga María Concepción Rodríguez De la Cruz en su obra Contribución al Conocimiento de los Palemónidos de México como parte del volumen I de los Anales del Instituto Nacional de Investigaciones Biológico-Pesqueras, y presentado en el Segundo Congreso Nacional de  Oceanografía en la Escuela Superior de Ciencias Marinas de la Universidad Autónoma de Baja California.

### Localidad Tipo
Laguna de Las Palomas, Tampico, Tamaulipas.

### Muestras Tipo
50 ejemplares de la localidad tipo. El ejemplar mayor observado mide 22 mm.

### Paratipo
Paratipo en el Museo Nacional de Washington, U.S.A.
Paratipo en el Instituto de Biología de la Universidad Nacional Autónoma de México.